# Dánava
En la mitología hinduista, los danavás eran una clase de demonios frecuentemente identificados con los daitias o los asuras.
- dānavá, en el sistema AITS (alfabeto internacional para la transliteración del sánscrito).
- दानव, en escritura devanagari del sánscrito.
- Pronunciación: /danavá/.[1]
- Etimología: término patronímico que significa ‘hijos de [la diosa] Danu’.[1]

Los danavás eran los hijos de Danu, quien a su vez era hija del patriarca Daksha. Danu está relacionada con las aguas del cielo y posiblemente está asociada con las primordiales aguas sin forma, que existían antes de la creación. El nombre está conectado con la raíz PIE *danu, ‘río’ o ‘cualquier líquido que fluye’.
Su padre ―generalmente no mencionado― era el patriarca Kashiapa.
Los danavás se rebelaron contra los dioses, bajo la dirección del rey Balí y otros, pero fueron derrotados.
Se les menciona ya en 
- el Rig-veda (el texto más antiguo de la mitología hinduista, de mediados del II milenio a. C.). Allí, siempre que se habla de demonios derrotados por los dioses devás, se refiere a los danavás.
- el Átharva-veda (principios del I milenio a. C.).
- el Satapatha-bráhmana.
- las Leyes de Manu.
- el Majábharata (siglo III a. C.). En el texto 1.252 se menciona que los danavás son 40. En otras partes se dice que son 100.

Después de su derrota, los danavás fueron lanzados a los océanos más profundos y bloqueados para siempre por el dios Indra, o a veces por Rudra.

## En el budismo
En el marco del budismo, se les conoce como danaveghasa asuras, que sabían manejar arcos.

## Base histórica
Algunos escritores afirman que las historias védicas tendrían una base histórica, y que los danavás y otros seres derrotados por los arios (como los rakshasas, gandharvas, nagas, etc.) fueron tribus no arias. Esto es apoyado por leyendas y mitologías no védicas, por ejemplo las leyendas de los nagas.
Con razón o sin ella, algunos estudiosos identificaron a los danavás del Majábharata con la cultura del valle del Indo, los constructores de Mojensho Daro y Jarapa.
Otros nombres:
En el Majavirá-charitra (‘el carácter de Majavirá’) se les llama:
- Dánusha, ‘nacidos de Danu’.

A los dioses se les llamaba:
- Dánusha-duish, ‘enemigo de los nacidos de Danu’.
- Dánusha-ari, ‘enemigo de los nacidos de Danu’.

## Falsos cognados
Los danavás descendientes de Danu a veces son confundidos con las danaides, las 50 hijas de Dánao, en la mitología griega.